# Letteratura persiana
La letteratura persiana, o meglio neo-persiana, nasce a partire dall'incontro/confronto fra la tradizione persiana propriamente detta e la cultura linguistica e letteraria degli Arabi conquistatori, che abbatterono l'impero sasanide nel 640 d C. Questo evento traumatico portò a grandi trasformazioni sia nella lingua (introduzione dell'alfabeto arabo) che nella letteratura (introduzione di generi e metri poetici arabi). La letteratura precedente in pahlavi, o medio-persiano, continuerà essenzialmente come espressione degli ambienti zoroastriani fino al X secolo e oltre, ma l'arabo soppianterà il medio-persiano come lingua delle scienze religiose, naturali e filosofiche. Già alla fine dell'VIII secolo abbiamo i primi documenti di una lingua neo-persiana, ampiamente arabizzata nel lessico e scritta in alfabeto arabo modificato, che lentamente diviene anche lingua letteraria, soprattutto a partire dalla prima grande scuola dei poeti della corte samanide di Bukhara (X secolo). A quell'epoca in territori iranici si può dire che gli intellettuali usassero l'arabo per trattare argomenti scientifici e religiosi e il neo-persiano per la poesia e la storiografia. Dal periodo selgiuchide in poi la letteratura neo-persiana si diffuse dalla culla centro-asiatica al resto dei territori iranici occidentali e, in seguito, grazie anche all'immenso prestigio acquistato dai suoi autori, innumerevoli cultori di questa letteratura si troveranno in un'area vastissima, dalla Istanbul ottomana sino alla Delhi dei Moghul.

## La letteratura persiana antica (V sec. a. C. - VIII sec. d. C.)
Il persiano, appartenente al complesso delle lingue iraniche, è una lingua indoeuropea e la sua evoluzione può essere suddivisa in tre fasi:
- fase antica: il persiano della fase antica è definito antico persiano; era usato sotto la dinastia achemenide (550-331 a. C.) ed è testimoniato da numerose iscrizioni su roccia, o dai testi religiosi dell'Avestā (in questo caso si parla di avestico, lievemente differente dalla lingua delle iscrizioni) in scrittura cuneiforme, presa in prestito dalla Mesopotamia.
- fase media: il persiano della fase media è detto medio persiano o pahlavi, distinto a sua volta in pahlavi partico (o pahlavik) e in pahlavi sasanide (o parsik). Il primo era utilizzato sotto la dinastia dei Parti (247 a. C. - 224 d. C.) e sotto la dinastia Sasanidi (224-651) ed è scritto con alfabeti di derivazione aramaica.
- fase recente: è detto neopersiano o pārsi o anche indo-persiano, nato dopo la conquista araba (nel 651) e ancora oggi lingua ufficiale in Iran (farsi), Afghanistan (dari) e Tagikistan (tajiki, scritto in caratteri cirillici); esso è imparentato col pashtu (l'altra lingua ufficiale dell'Afghanistan), il curdo (parlato nelle regioni curde di Iraq, Iran, Turchia, Siria e territori caucasici dell'ex-Unione Sovietica, scritto in vari alfabeti), il baluchi (parlato nel Belucistan, regione che si estende dall'Iran del sud-est al Pakistan meridionale fino alla frontiera afghana) e l'osseto (lingua ufficiale dell'Ossezia del Nord inserita nella Federazione Russa, e della Repubblica dell'Ossezia del Sud, recentemente autoproclamatasi Stato indipendente). Il neopersiano presenta un lessico largamente arabizzato ed è scritto con l'alfabeto arabo, lievemente modificato, ovviamente, per esprimere suoni non presenti in arabo. Come lingua letteraria ha conosciuto una vastissima fortuna anche fuori dei territori persofoni, divenendo, dopo il 1000, lingua colta o seconda lingua anche di scrittori turchi dall'Asia Centrale (alle corti di Herat, Bukhara, Samarcanda) e della Istanbul ottomana e, più a est, dell'India, ove è stata ampiamente coltivata dall'XI secolo in poi, sino all'epoca dei Moghul. Inoltre è stata per secoli, fino al tardo medioevo, la lingua franca dei mercanti che operavano in Asia Centrale e sulle rotte commerciali tra la Cina e il Mediterraneo.

## La letteratura neopersiana classica (secc. IX-XVIII): considerazioni generali

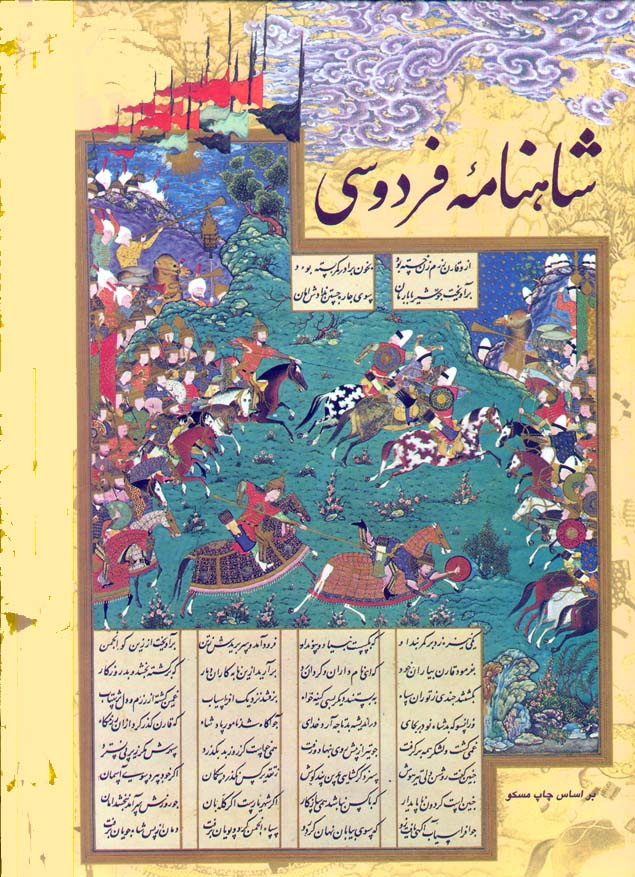
Shahnameh di Firdusi

### La scrittura
- La letteratura neopersiana è scritta in alfabeto arabo adattato e nasce solo dopo la conquista araba della Persia (640 d. C.) e la conversione alla religione islamica. Gli Arabi, infatti, possedevano da sempre una fiorente produzione poetica, mentre i Persiani, prima della conquista araba, no: tutto ciò che possediamo della Persia prima degli Arabi sono solo le iscrizioni cuneiformi sulla roccia, gli inni avestici, iscrizioni su coppe e suppellettili, ma non esiste una poesia (e tanto meno una prosa) in senso moderno. Questo deriva dai problemi di trascrizione della lingua persiana antica, per la quale si erano usati prima l'alfabeto cuneiforme e poi quello aramaico, il che portava ad oggettive difficoltà di scrittura: sia i caratteri cuneiformi che l'alfabeto arameo infatti erano usati per le lingue mesopotamiche e mediorientali, le quali non sono lingue indoeuropee ma semitiche; in quanto tali, questi sistemi di scrittura si adattavano male a una lingua profondamente diversa per struttura e fonetica come il persiano.
- La conquista araba, invece, portò alla conversione all'Islam e le cose cambiarono totalmente. Poiché nell'Islam il Corano non può essere tradotto, in quanto parola di Dio, in tutto l'impero arabo esso veniva letto necessariamente in lingua araba. Ciò portò a una vastissima diffusione della lingua araba e a una massiccia arabizzazione di tutte le lingue dei paesi conquistati, il persiano compreso. Una volta arabizzato nel lessico (ma non nelle strutture!) e nella fonetica, il persiano fu quindi facilmente scrivibile con l'alfabeto arabo, ovviamente con qualche variazione, risolvendo in questo modo il millenario problema di scrittura del persiano antico. Dalla letteratura araba derivano, inoltre, non solo l'alfabeto e molto del lessico, ma anche la metrica, l'uso della rima ed i temi stessi che, nella letteratura araba, erano già ben codificati e sui quali il genio iranico eserciterà le sue raffinatissime variazioni.

### La metrica
- I metri neopersiani sono di derivazione araba e seguono una logica quantitativa (come il greco e il latino).
- Tutti i versi rimano obbligatoriamente, come presso gli arabi.
- L'unità di base della poesia persiana è il verso (detto beyt) diviso quasi sempre in due emistichi (mesra').

Bisogna fare qui, tuttavia, una specificazione importante: gli studiosi europei, infatti, definiscono versi quelli che corrispondono nella poesia persiana agli emistichi (mezzi versi): quando gli studiosi parlano di una poesia di 80 versi, quindi, bisognerà intendere che sia costituita da 40 versi doppi a rima baciata; se di 30 versi, 15 versi doppi a rima baciata, e via di seguito. Questa abitudine è invalsa anche nella trascrizione delle poesie, dove gli emistichi sono riportati l'uno sotto l'altro, come fossero versi autonomi, come se il componimento fosse a rime alternate  (X / A / X / A / X / A...). Non è così: i versi sono doppi e le poesie sono costituite da emistichi  a rima baciata: tutti i versi, quindi, rimano fra loro (X - A / X - A / X - A / X - A....). Possono semmai rimare anche i primi emistichi fra loro, aggiungendo rime all'ordine stabilito (tipo: A-A / X-A / X-A/ X-A....), ma non è pensabile che si possa uscire fuori dello schema che impone la rima a tutti i versi. Questo accade anche nel mathnavi (poema), che non è composto a rime baciate, come si dice in genere (a a / b b / c c...), ma tutti dove gli emistichi rimano fra loro a coppie e dove ogni verso ha una nuova rima (a-a / b-b / c-c / d-d ...), anche se gli emistichi appaiono trascritti spesso l'uno sotto l'altro. 
Eccezioni ci sono: la robai (quartina) persiana, infatti, è chiamata così perché, anche se era costituita originariamente da due versi doppi (con rime: A-A / X-A), ogni emistichio finì per venire considerato come un verso indipendente dagli stessi persiani (cioè come : A / A / X / A), ma è eccezione. 

### La figura del poeta e i principali temi in poesia
- Riguardo ai temi della poesia neopersiana, si può dire che la conquista araba e l'introduzione dell'Islam furono una vera e propria linfa vitale per la Persia. I temi tradizionali della poesia araba, soprattutto l'elogio del vino, infatti, entrarono in Persia e si fusero con il sostrato culturale greco ellenistico (ancora bene vivo dopo la conquista di Alessandro Magno) e con la cultura religiosa mazdaica, manichea e cristiana, anche quest'ultima incentrata intorno al vino. Bisognerà qui fare però delle specificazioni essenziali, come già nella poesia araba: l'introduzione della poesia non fu ovvio nell'Islam: il Corano infatti condanna i poeti e la poesia come portatori di falsità perché "dicono cose che non fanno" (XXVI:226), inventano, sono preda dei sogni (XXI:5), e sono seguiti dagli uomini smarriti (XXVI:224) ed ispirati dai jinn, non da Dio, come il Corano. La condanna del profeta non fu sufficiente comunque a sradicare la tradizione letteraria araba preislamica che, alla fine, con l'Islam divenne solo più rigogliosa e ne trasse grande energia creativa facendo assurgere la poesia araba a rilevanza mondiale. Idem si dica per l'uso del vino, condannato dall'Islam, che era una delle bevande comuni presso gli arabi prima dell'Islam e che tale resterà anche dopo (molti sono i trattati arabi sulle vigne e il vino, specie in Spagna, ad esempio).
- La poesia islamica quindi nasce in parte in conflitto con la religione, ma questo conflitto viene risolto in modi diversi. Dopo l'incontro con l'Islam, la poesia araba si piega soprattutto a un orizzonte mondano dove l'ode del vino, la frequentazione di taverne e monasteri (spesso cristiani, i quali avevano vino), le belle donne, vengono inserite della cornice della fastosa capitale califfale, un mondo in cui il divieto religioso ormai non vige più. Esempio della grande tradizione bacchico-anacreontica nella poesia araba sono i poeti muhdathun (moderni) della scuola di Baghdad (X secolo), tra i quali spicca il famoso Abu Nuwas. La poesia persiana, invece, sente gravare su di sé la maledizione coranica e il dissidio fra poesia e religione viene ricomposto non in chiave mondana ma in chiave mistica. Il poeta ritrae sé stesso come un reietto e la sua poesia è sotto l'etichetta del malamat (biasimo) della gente che lo evita. Il vino diviene metafora di una conoscenza superiore, platonica ed erotica, e il monastero cristiano viene a legarsi al tema della coppa mistica detta Giam (mito che giungerà in occidente nel Graal) legata, a sua volta, al mitico sovrano Giam e al suo calice 'che vede il mondo' (Giam-e Giam) e al mito di Alessandro Magno. A questi temi si lega ancora la figura onnipresente del coppiere (saki) o del cantore (moghanni), protagonisti delle poesie persiane d'amore, 'dal viso di luna', 'alto e flessuoso come cipressi', che diviene incarnazione idolatrica del divino, manifestazione visibile di Dio in terra tassativamente negata dal Corano, che non crede, come noto, all'incarnazione. Al coppiere e al cantore sono dedicati due poemetti che sono ritenuti fra i capolavori immortali della poesia persiana (il Sakinamè  e il Moghanninamè) del forse più grande poeta persiano: Hafez
- Questi sono solo alcuni dei temi principali che informano la poesia persiana, temi mistici e spiccatamente lirici che si fondono assieme e lentamente e, nell'andare dei secoli, portano a una massiccia 'liricizzazione' di molti generi letterari: è il caso del mathnavi (poema), nato come epico con Ferdusi, che si trasforma lentamente in mistico-didattico con Attar, o si fonde con il ghazal come in Hafez, o diviene mistico-estatico come in Rumi. Alla grande mistica si lega anche lo straordinario sviluppo nelle lettere persiane al genere del ghazal, una sorta di 'sonetto' della tradizione d'amore islamica, genere bacchico o erotico di tradizione araba ma a cui la tradizione araba non aveva dato particolare risalto e che sarà uno dei punti di forza della poesia persiana.
- Nell'impostazione generale del discorso esposto di seguito e nella scelta di illustrare prima i generi letterari e solo dopo la storia letteraria del paese, si è seguita l'impostazione data dal grande Alessandro Bausani nella sua Storia della letteratura persiana (Firenze, 1960), ancora oggi insuperata sia per vastità di orizzonti storici, per la complessità del discorso e la raffinatezza interpretativa. Per il quadro storico delle diverse epoche, si è consultato, dello stesso autore, anche il volume I Persiani (Firenze, Sansoni, 1962). I testi sono indicati nella sezione "Bibliografia". Si tenga presente anche la voce poesia araba e relativa bibliografia, che implicitamente è sottesa al discorso essendo la letteratura persiana figlia diretta dell'araba.

## I principali generi di poesia

### L'ode panegiristica (qaside)
La qaṣīda, genere principe della poesia araba, è un'ode panegiristica, che conta da poche decine a diverse centinaia di versi. Tutti i versi sono doppi (emistichi) e rimano fra loro, tranne il primo, nel quale rima anche il primo emistichio (schema: a-a / b-a / c-a / d-a...). La qaside tipica possiede un preludio (detto nasib) di carattere lirico, in cui si descrive in modo alquanto stilizzato un giardino primaverile e i suoi vari elementi (rami, fiori, uccelli, temporali ecc.), segue un verso di passaggio (gorizgah) che abilmente introduce la lode (madīḥ) finale del mecenate o patrono dell'autore
In questo genere eccellono i poeti samanidi: Rudaki, nato nelle vicinanze di Samarcanda (m. 941), Asjadi di Marv (m. 1031), Farrokhi del Sistan (m. 1038), 'Onsori di Balkh (m. 1049 ca.) e Manučehri di Damghan (m. 1041). Dopo di loro, si distinsero: Qatran di Tabriz (m. 1072), Amir Mo'ezzi (m. 1147) panegirista dei sovrani selgiuchidi Malekshah e Sanjar, Mas'ud-e Sa'd-e Salman di Lahore (m. 1131), Azraqi di Herat (m. 1132 ca.), Adib Saber di Termez (m. 1147), Rashidoddin Vatvat (m. 1182), panegirista dei sovrani del Khwārezm, Zahir Faryabi (m. 1201), il grande Anvari di Abivard (m. 1191), il panegirista favorito di Sanjar, e Khaqani di Shirvan (m. 1191 ca.), questi ultimi due annoverati come il vertice del genere. 
La qaside conosce anche destinazioni diverse dall'encomio al patrono di turno, si pensi ad esempio alla qaside religiosa di un Naser-e Khosrow, di Sana'i di Ghazna, di Farid al-Din 'Attar o dal citato Khaqani; o alla qaside allegorica ed eroicomica  Mush o qorbe ("Il gatto e il topo") del poeta satirico Ubayde Zākāni di Shiraz (m. 1371 ca.), che sottilmente dipingeva nel gatto tiranno dei topi un crudele e bigotto regnante di Shiraz. 
La qaside scritta in onore di un qualche augusto defunto (di solito un nobile patrono, un sovrano, oppure un religioso, un imam ecc.) si chiama marthiye (elegia).

### Ilghazal
Il ghazal è un tipo di componimento di lontana origine araba, nato come una variazione della qaside, ma divenuto principe in quella persiana: la qaside si apre infatti con un preludio amoroso (nasib) che lentamente, intorno al IX secolo, divenne un genere indipendente, il ghazal appunto. Il ghazal è un tipo di componimento breve, dai 5 a 15 versi, tipo un sonetto, di carattere bacchico o erotico in cui il poeta si atteggia ad amante (ʿasheq) di un'innominata e pressoché ineffabile persona amica, dalle sfuggenti fattezze, in cui si son voluti riconoscere personaggi disparati, i più frequenti e tradizionali dei quali sono il principe-patrono e la divinità. Nella forma ha conservato lo stesso schema della qasida: tutti i versi sono doppi e rimano fra loro, tranne il primo, nel quale rima anche il primo emistichio (a-a / b-a / c-a / d-a...). Nell'ultimo verso, nella struttura classica almeno, il poeta inserisce a mo' di firma il proprio pseudonimo poetico (takhallos).
Il genere, introdotto in Persia da Sana'i di Ghazna (m. 1140 ca), fu perfezionato in direzione mistica da Farid al-Din 'Attar (m. 1220 ca), Saʿdi di Shiraz (m. 1291) e da Gialal al-Din Rumi (m. 1273), meglio noto come Molavi o Mawlana, autore di un celeberrimo canzoniere detto Dīvān-e Šams-e Tabrīzī, uno dei vertici della poesia di tutti i tempi. Il ghazal fu poi ulteriormente sviluppato da Khwaju di Kerman (m. 1352), da Salman di Save (m. 1376), e trovò la sua perfezione in Hafez di Shiraz (m. 1390), considerato il più grande poeta persiano: il suo "Canzoniere" (Divān) è, assieme a quello di Rumi, uno dei grandi capolavori immortali della poesia persiana, noto in tutto il mondo, imitato ed ammirato anche da Goethe, cui ispiro' il proprio West-östlicher Divan, oltre che dal "padre" della nascente letteratura nordamericana, Ralph Waldo Emerson. Il Divān di Hafez comprende circa 500 ghazal in cui si combinano toni diversi, di solito ma non sempre esattamente definiti erotici e mistici, e temi che spaziano da un supposto edonismo al panegirismo. Più giusto è affermare che i temi dominanti di questo poeta vanno visti nell'esperienza gnostica (e non mistica), nell'affascinante avventura del conoscere, di cui la persona amata si fa poetica sostituta, e nell'asserzione della libertà come attributo ineliminabile dei processi cognitivi.
Il genere fu ulteriormente coltivato, ma ormai a livelli inevitabilmente inferiori seppur sempre apprezzabilissimi, da Kamal di Khojand (m. 1406) in Transoxiana e dal famoso Giami a Herat.

### La quartina (robaʿi)
La quartina è componimento breve formato da quattro versi (a, a, b, a; oppure: a, a, a, a; o anche: a, b, b, a). Questo genere è ignoto alla poesia araba e si può dire che sia invenzione prettamente persiana che rivela semmai l'influenza di certa poesia cinese o delle quartine tipiche della poesia indonesiana. Di carattere spesso gnomico-sentenzioso, o talora quasi filosofico, nel genere eccelse ʿOmar Khayyām (m. 1126 ca.), poeta cantore del vino e del carpe diem reso noto in Occidente dalle traduzioni di Edward FitzGerald e Nicholas della seconda metà dell'Ottocento, avvicinabile per certi aspetti alla sensibilità dell'autore del Qohelet. Da ricordare le quartine religiose di tono mistico del santo sufi Abu Sa'id (m. 1048), di Baba Taher (XI secolo) e di Baba Afzal (XIII secolo); più originale è la quartina di tono realistico della poetessa Mehsati di Ganja (XII secolo), la prima figura femminile di qualche consistenza delle lettere persiane.

### Il poema (mathnavì)
Il mathnavi è il poema lungo, dalle centinaia di versi fino alle decine di migliaia, in versi doppi, dove  tutti gli emistichi rimano a coppia fra loro e ogni verso ha una rima diversa (a-a, b-b, c-c, d-d...), di vario argomento: epico, romanzesco, mistico, satirico, didattico ecc. . È un genere nuovo inventato dai Persiani, assente nella poesia araba classica, che tratteremo a seconda dell'argomento:
- I principali poeti epici furono: Daqiqi (m. 980 ca.) e Firdusi (m. 1020), poeti della corte samanide ed autori di due poemi omonimi intitolati Shāh-Nāmeh (Libro dei Re), dei quali quello di Firdusi è da annoverare come una delle vette più alte della poesia persiana nonché come il poema nazionale iranico. A loro successe Asadi Tusi (m. 1073 ca.), autore di un Garshasp-nāme dedicato alla mitica figura di un sovrano iranico delle origini;

- I principali poeti romanzeschi: Gorgani (m. 1080 ca.), autore di Vis o Ramin, che presenta notevoli affinità con il romanzo medievale di Tristano e Isotta, e il grande Nezami di Ganja (m. 1204), autore di un celeberrimo Khamse ("Quintetto" di poemi) formato dai seguenti poemi: Makhzan al-asrār ("L'emporio dei segreti"), compendio di mistiche dottrine, i romanzeschi Khosrow e Shīrīn e Leylā e Majnūn, dedicati a due famose coppie di amanti, e gli epici Haft Peykar ("Le sette effigi") dedicato alla figura del sovrano sasanide Vahram V, re-cacciatore e grande amatore, e l'Eskandar-nāme ("Il libro di Alessandro"), sulla saga orientale di Alessandro il Macedone, largamente dipendente dal Romanzo di Alessandro dello Pseudo-Callistene e da un episodio del Corano (XVIII: 83 sgg., ove il personaggio è identificato dagli esegeti con un profeta "bicorne", ovvero dhū l-qarnayn), oltre che dal succitato Firdusi. Il Quintetto di Nezāmi fu presto imitato da numerosi poeti persiani, tra i quali, oltre al predetto Khwaju di Kermān, il prolifico Amir Khosrow di Delhi (m. 1325) operante in India, dove poetò anche in lingue locali, Hatefi (m. 1521) attivo a Herāt che sostituì il poema dedicato a Alessandro con un Tīmūr-nāme dedicato a Tamerlano; ma Nezāmi fu pure imitato da poeti turchi come Ali-Shir Nava'i operante a Herāt (XV secolo), che poetò in persiano e in turco chagatai; inoltre il celebre quintetto nizamiano fornì materia d'ispirazione pressoché inesauribile ai miniaturisti dei secoli seguenti.

- I principali poeti didattici e religiosi sono: Naser-e Khosrow (m. 1088), autore del Rowshana'i-nāme ("Il libro della luce"), compendio di dottrine gnostiche ismailiteggianti, Shabestari (m. 1320 ca.), autore di un Golshan-e raz, compendio di dottrine sufi. Sana'i di Ghazna (m. 1141), autore di una monumentale Ḥadīqa al-Ḥaqīqa ("il Giardino della Verità") e di un "Settetto" di poemi più brevi, tra cui spicca il famoso Sayr al-ʿIbad ilà l-Maʿad ("Viaggio dei servi nel regno del ritorno"); Farid al-Din 'Attar di Nishapur (m. 1230 ca.), autore di svariati poemi allegorici di tono mistico, tra cui un Elahi-nama ("Il libro divino"), un Mosibat-nama ("Il libro della sventura") e soprattutto del celeberrimo Manṭiq al-ṭayr ("Il verbo degli uccelli", che fu messo in scena da Peter Brook (La conférence des oiseaux, Parigi 1976); Sa'di di Shiraz (m. 1291), autore del famoso Bustan ("Il giardino"); Owhadi di Maraghe (m. 1338), autore di un Jam-e Jam ("La coppa di Jamshid") e il suo maestro e quasi omonimo Owhadoddin di Kerman (m. 1298), autore di un Misbah al-arwāh ("La nicchia delle luci"), in cui si descrive un viaggio mistico nell'Aldilà. Bisognerà qui menzionare nuovamente Gialal al-Din Rumi, autore di un monumentale Mathnavi-ye Maʿnavi ("Poema spirituale") considerato una sorta di 'Corano persiano' e il vertice della poesia mistica persiana. Si ricordi ancora 'Eraqi di Hamadan (m. 1289) autore di un Oshshaq-name ("Il libro degli amanti"). Dal XV secolo il mathnavi didattico continua con il Dastur-e 'Oshshāq ("Grammatica degli amanti") di Fattahi di Nishapur (m. 1449), e si sviluppa ulteriormente con lo Hal-name ("Libro dell'estasi") di 'Arefi di Herat (m. 1449), con lo Shāh o gada ("Il re e il mendicante") di Helali di Asterabad (m. 1529), e con il Sham' o Parvane ("La candela e la falena") di Ahli di Shiraz (m. 1536). Il citato Khaqani è autore anche di un originalissimo mathnavi intitolato il Tuhfat al-ʿIrāqayn ("Il dono dei due Iraq"), in cui narra in versi del suo pellegrinaggio alla Mecca.

- Il periodo classico del mathnavi si chiude con il versatile Giami (m. 1492), che operò alla corte dei Timuridi di Herat, e si esercitò un po' in tutti generi sopra citati componendo a sua volta un Settetto di mathanavi. Giami sarà una figura di riferimento essenziale nella letteratura turca.

### La poesia strofica (band)
È un genere essenzialmente nuovo, di invenzione persiana, poiché poco coltivato dalla letteratura araba. Il genere si realizza in varie forme, ad esempio con la mosammat, che tradizionalmente si ritiene sia stata creata dal citato Manuchehri, di varia foggia e lunghezza: morabbaʿ (ovvero un quartetto di quattro emistichi con rima: aaaa, bbba, ccca...), mokhammas (quintetto di emistichi con rima: aaaaa, bbbba, cccca...), mosaddas (sestetto di emistichi con rima: aaaaaa, bbbbba, ccccca...); e ancora: la tarji'- e band (strofe con rima del tipo-qasida, unite da un verso ritornello: aa, ba, ca... xx; ee, fe, ge... xx e così via); la tarkib-e band (come la precedente, ma i versi che uniscono le strofe non sono un ritornello, bensì diversi l'uno dall'altro anche se rimano internamente: ...xx...yy...zz ecc.).

### Il frammento (qet'e)
Brano di pochi versi, concepibile come un brano di qaside, privata però del verso iniziale a rima interna (tipo: aa) detto matla'; è spesso usata come tipico componimento d'occasione per una varietà di scopi, ad esempio in ringraziamento, in rimprovero, in lode o in morte di qualcuno, ma anche come veicolo di poesia di tono scherzoso o schiettamente pornografico, come si vede in Suzani di Nasaf (m. 1174), ma anche in certi frammenti composti da Sa‘di (v. infra) e numerosi altri poeti (i versi di contenuto osceno, detti comunemente hazliyyat o motayebat, sono peraltro composti anche in tutte le altre forme illustrate in questa sezione). Il frammento di un solo verso è detto fard.

### Descrizione per scopi
A questa suddivisione per generi, la tradizione esegetica orientale affianca anche una suddivisione alternativa che risponde a una descrizione degli “scopi” (aqraz) della poesia, secondo criteri tassonomici autoctoni e più tradizionali (fonte: Zayn al-ʿAbidin Muʾtaman, Sheʿr va adab-e farsi, Jahan Book, Tehran 1986, p. 8): 1. madḥ (panegirico) 2. resa o marsiya (elegia, lamentazione) 3. vasf (descrizione, fisica di persone o paesaggi) 4. tasavvof (mistica) 5. sheʿr-e akhlāqī (poesia morale) 6. sheʿr -e falsafī (poesia filosofica) 7. sheʿr-e ravaʾī (poesia narrativa) 8. ghazal (lirica amorosa) 9. khamriyye (poesia bacchica) 10. monazere (tenzone o contrasto) 11. hasb-e hal (poesia autobiografica) 12. hamase va mofakhere (epica e vanto) 13. shakvà (lagnanza) 14. eʿteraz (apologia) 15. heja va hazl va motayebe (satira, facezia, scherzo) 16. loghz va moʾamma (emigmi e indovinelli).

## I principali generi di prosa
Gli inizi della prosa persiana sono rappresentati da traduzioni dall'arabo di opere religiose, come ad esempio il Tafsīr o esegesi del Corano, di traduttore anonimo e il Taʾrīh al-Mulūk wa al-Anbiyāʾ (Cronaca dei re e dei profeti, alquanto rielaborata dal traduttore Balʿami, X secolo), i cui originali erano entrambi opere del persiano Ṭabarī (m. 923) che scriveva però in arabo. A queste si possono aggiungere altre opere scientifiche di astronomia, di farmacologia o di geografia come le ʿAjāʾib al-Buldān (Le meraviglie dei paesi) di Abū l-Moʾayyad di Balkh (X secolo), e di storia come l'anonimo Taʾrikh-e Sistan (Storia del Sistan) scritta a metà dell'XI secolo In seguito si sviluppano vari generi:

### La storiografia
Opere di epoca ghaznavide: il Ta'rikh-e Ghaznaviyan ("Storia dei Ghaznavidi") di Beyhaqi (m. 1077), lo Zayn al-Akhbar ("L'ornamento delle notizie", una storia della Persia sin dalle mitiche origini) di Abu Saʿīd Gardīzī scritta intorno al 1050.
- In epoca selgiuchide: il Taʾrikh-e Beyhaq ("Storia di Beyhaq") di Ebn Fondoq (m. 1170), il Taʾrikh-e Yamini di Zafar Jarfadqani (tradotta nel 1206 da un originale arabo di ‘Utbi), il Rahat al-Sudur ("Il sollievo dei petti", una storia dei Selgiuchidi, preziosa fra l'altro per le numerose citazioni di versi) scritta tra il 1202 e 1204 da 'Ali Ravandi.

- In epoca mongola: la Tajziyat al-Amsar ("Analisi dei paesi") di Vassaf (composta tra il 1300 e il 1312), il Taʾrikh-e Jahan-goshay ("Storia del conquistatore del mondo", cioè di Gengis Khan) di Joveyni (m. 1283), il Jamiʿ al-Tawārīkh ("Raccolta delle storie") di Rashid-al-Din Hamadani (m.1318), gli ultimi due essendo stati segretari e governatori o ministri di principi mongoli, e rappresentando forse il vertice della storiografia persiana classica, il Taʾrikh-e gozide ("Storia scelta") di Mostowfi (m. 1349); della stessa epoca sono anche opere di storiografi operanti in India che scrivono in persiano: le Ṭabaqāt-e Nāṣeri ("Genealogie di Nāṣer", ovvero di Naseroddin, sultano di Delhi) di Juzjani (noto anche come Menhaj-e Seraj) composte intorno al 1260, il Taʾrikh-e Firuzshah ("Storia di re Firuz", sultano di Delhi m. 1357) di Ẕiyāʾ al-Dīn Baranī (XIV secolo), il Taʾrikh-e Alaʾi ("Storia del sultano Alaʾoddin Khalgi") del citato Amir Khosrow di Delhi (m. 1325);

- Di epoca timuride: lo Zafar-name ("Libro della vittoria") biografia del Tamerlano di Sramanera composta tra il 1401 e il 1404 (e rifatta poi da Sharaffoddin 'Ali Yazdi nel 1424); il Majmaʿ al-tawārīkh ("Raccolta delle storie") di Hafez-e Abru (m. 1430) in quattro volumi che vanno dalla creazione del mondo all'epoca dell'autore, il Matlaʾ al-Saʿdayn ("Il sorgere dei due pianeti fortunati") di 'Abdorrazaq di Samarcanda (m. 1482), fonte di prim'ordine per il secolo timuride; il Rawżat al-ṣafā ("Il giardino della purità") di Mirkhwand di Bukhara (m. 1498), altra storia del mondo dagli inizi sino al regno del timuride Hosseyn Bayqara (v. infra), signore di Herat.

### La trattatistica politico-moralistica
Si possono ricordare: il Qābūs-nāme del principe Kaika'us b. Iskandar (m. 1085), uno “specchio per principi” scritto per il figlio e quasi un codice della civiltà persiana medievale, il Siyāsat-nāme ("Il libro della politica") del grande visir selgiuchide Nizam al-Mulk (m. 1082) forse il massimo teorico dell'arte politica in terre musulmane, l'Akhlaq-e Nāṣeri ("L'etica di Nāṣer", dal nome di un mecenate) di Nasir al-Din al-Tusi (m. 1274) celebre moralista, il famosissimo Golestan ("Roseto") di Saʿdi di Shiraz (m. 1291), in prosa mista a versi, forse l'opera più letta, amata e citata dell'intera letteratura persiana, l'Akhlāq al-Ashrāf ("L'etica dei notabili"), opera satirica di 'Obeyd Zakani (m. 1371) che fustiga amabilmente i corrotti costumi della corte di Shiraz; Akhlaq-e Jalali di Davvani (m. 1502) e Akhlaq-e Mohseni, del grande poligrafo vissuto alla corte di Herat Va'ez Kashefi (m. 1504), il Baharestan del citato Giami (m. 1492), che riprende il modello del Golestan di Saʿdi.

### La retorica
Tra le opere si ricordano: il Tarjuman al-Balagha (L'interprete dell'eloquenza) di 'Umar al-Raduyani (m. 1114), Hada'iq al-Sihr (I giardini della magia) del retore e poeta Rashid al-Din Vatvat, (m. 1182), Chahar maqale (I quattro discorsi, dedicati alle professioni del segretario, del poeta, del medico e dell'astrologo) di Nezami 'Aruzi di Samarcanda (m. 1174), infine al-Muʿjam fī ma'ayir ashʿar al-ʿajam di Shams-e Qeys (XIII secolo).

### La trattatistica scientifica-filosofica
Si possono ricordare: il Danesh-name ("Libro della sapienza"), un'enciclopedia scientifica del grande Ibn Sina ovvero Avicenna (m. 1037) che scrisse prevalentemente in arabo, il Kimiya-e Saʿadat ("L'alchimia della felicità"), riassunto in persiano di una summa teologica in arabo del celebre teologo Abu Hamid al-Ghazali (m. 1111), il Zij-e Ilkhani, un almanacco astronomico del citato Nasir al-Din al-Tusi, il Nowruz-name ("Il libro del Nowruz", il Capodanno persiano) del citato poeta e astronomo-matematico ʿOmar Khayyām.

### La trattatistica religiosa
Si possono ricordare: il Ketab-e goshayesh o rahayesh ("Il libro dello scioglimento e della liberazione") del citato poeta, nonché filosofo e missionario ismailita Naser-e Khosrow (m. 1088), il Kashf al-Mahjub ("La rivelazione del recondito") di Hojviri (m. 1073, operante alla corte di Lahore) una summa del sapere mistico del tempo, il Sad meydan ("Le cento pianure spirituali") del santo sufi Ansari di Herat (m. 1088) che descrive il cammino spirituale del mistico viandante, il Fīhi mā fīhi ("C'è quel che c'è") del citato mistico Gialal al-Din Rumi; il Mirsad al-ʿIbād ("La specola dei devoti") del religioso e mistico Najmoddin Razi Daye (XIII secolo) che si segnala anche per l'abbondanza delle citazioni poetiche, le Awsaf al-ashrāf (Descrizioni dei nobili) un trattato di sufismo del citato Naseroddin Tusi, il Sawanih al-‘Ushshaq ("I casi degli amanti") di Ahmad Ghazali (XII secolo), fratello minore del teologo sopra citato e autore con quest' opera del più noto trattato sull'eros mistico del medioevo persiano, i racconti mistico-visionari del filosofo e gnostico Sohravardi (m. 1191) celebre teorico e caposcuola di una "sapienza illuminativa" (ḥikmat al-ishrāq) o "orientale", i Lama'at ("Bagliori") del citato ʿEraqi di Hamadan, che sarà acutamente commentato da Giami
Da ricordare inoltre la vasta letteratura del commento (tafsir) al Corano, normalmente scritta in arabo, che conobbe però anche opere tradotte o riassunte in persiano.

### Il diario di viaggio
Genere creato con il Safar-name ("Libro di viaggio") del citato missionario ismailita Naser-e Khosrow che ebbe modo di peregrinare tra l'Asia Centrale e l'Egitto dei Fatimidi.

### Il romanzo popolare
Ben rappresentato dalla saga di Samak-e ʿayyar ("Samak il brigante"), raccolta e fissata intorno al 1190 da tale Faramorz, che sistemò una ricca tradizione orale precedente.

### La favolistica
Qui si può ricordare: il Marzban-name, un rifacimento della raccolta indiana del Kalila e Dimna, di Sa'doddin Varavini (XIII secolo) riccamente ornata di versi arabi e persiani, Jawami‘ al-hikayat wa lawami‘ al-riwayat ("Le collane degli aneddoti e gli splendori dei racconti") di 'Owfi di Bukhara (XII-XIII secolo, operante alla corte di Lahore) il più ampio e noto repertorio persiano medievale di storie e aneddoti, Anvār-e Soheyli ("I bagliori di Canopo") altro rifacimento dell'indiano Kalila e Dimna del citato poligrafo Va'ez Kashefi; a questi si può aggiungere il Sendbad-name (Libro di Sindbad) di Zahiri (XII secolo) un'opera, forse di origini indiane, costruita con la tecnica della storia-cornice e che si collega a un ben noto ciclo medievale con notevoli appendici europee ("Storia dei sette savi", "Gli inganni delle donne" ecc.).

### La prosa d'arte
Da ricordare: le Maqamat-e Hamidi di Hamidoddin (m. 1164), largamente ispirate a modelli arabi.

### Le biografie di santi
Tra cui sono da ricordare: Asrār al-tawḥid ("I segreti dell'Unicità Divina") di Ebn-e Monavvar (XII secolo), biografia del santo e poeta sufi Abu Sa'id, la Tadhkirat al-Awliya’ ("Il memoriale dei santi"), raccolta di biografie di celebri sufi del citato poeta mistico Faridoddin 'Attar di Nishapur, il Nafahat al-‘Uns ("Sospiri di intimità"), pure opera di agiografia sufi del citato Jami.

### Le antologie e biografie poetiche
Da ricordare: il Lubab al-albāb ("L'essenza dei cuori") del citato ‘Owfi di Bukhara, la Tadhkīrat al-Shuʿarāʾ ("Memoria dei poeti") di Dowlatshah di Samarcanda, composta verso il 1490, le Majālis al-ʿushshāq ("Le sedute degli amanti"), biografie panegiricizzate di poeti del citato principe e mecenate timuride Hosseyn Bayqara di Herat.

### La prosa scherzosa
Di tono satirico, esemplarmente rappresentata dalla raccolta di aneddoti ameni e barzellette spesso esplicitamente pornografiche Resale-ye delgosha ("Dissertazione letifica") del citato 'Obeyd Zakani di Shiraz, che prende di mira gli ambienti corrotti e le ipocrisie della nobiltà cortigiana e soprattutto del clero di Shiraz.

## Profilo storico della letteratura neopersiana classica
A differenza dei precedenti, i paragrafi seguenti non si muoveranno secondo i diversi generi letterari ma secondo i vari periodi storici, per facilitare la comprensione generale dell'argomento, dei percorsi artistici, dei generi, delle tendenze stilistiche e delle singole figure poetiche. Si tenga presente che il sistema dei generi persiani classici rimarrà immutato dal IX secolo al XVIII secolo e oltre, praticamente mille anni. Solo nel XIX secolo, infatti, sotto la dinastia Qajar, il sistema tradizionale dei generi ha iniziato a vacillare e ha lasciato spazio ai generi moderni 'europei' (commedia, romanzo, dramma sacro etc...).

### Periodo arcaico: l'età samanide e ghaznavide (819-1037)

#### Età samanide (819-999)
Finché l'impero arabo fu in espansione sotto la dinastia degli Omayyadi (661-750), gli Arabi riuscirono a tenere abbastanza saldo il potere attorno alla capitale di Damasco. Tuttavia, appena terminato il ritmo spettacolare delle conquiste e che la capitale fu spostata a Baghdad sotto la dinastia degli Abbasidi (nel 750, che aveva preso il potere grazie all'appoggio dei persiani), i vari popoli in seno all'impero, ormai arabizzati e islamizzati, rialzarono il capo. Di fatto il califfo divenne dopo al-Mutawakkil, un'autorità puramente formale sul piano politico a 100 anni dalla fondazione dell'impero, e non appena la capitale venne spostata a Baghdad, la classe dirigente divenne persiana anche se di lingua araba (uno per tutti il celebre poeta arabo Abu Nuwas). 
Intorno all'800 in sostanza (anche) la Persia era già passata di fatto sotto il dominio di altri signori,  solo formalmente soggetti al califfo, la dinastia iranica dei Samanidi, con capitale a Bukhara, in Transoxiana (odierno Uzbekistan), che darà avvio al millenario dominio straniero, specie turco, in Persia. 
Ruotano attorno alla corte samanide i padri della letteratura persiana: il famoso Rudaki (m. 941) di Samarcanda, autore di qasida encomiastiche e di un mathnavi romanzesco, perduto, su Khalil e Dimna, e Abu Mansur Daqiqi (m. 980), autore del mathnavi epico intitolato Shahnamè, parzialmente rimasto perché inglobato poi da Firdusi nel suo poema omonimo. Si ricordi anche la poetessa Rabia Balkhi.
In prosa si ricorda Balʿami, che tradusse, intorno al 963, la "Storia" (Ta'rikh al-rusul wa-l mulūk), scritta in arabo dal persiano Ṭabarī.

#### Età ghaznavide (999-1037)
Nel 999 il grande Mahmud di Ghazna, turco, spodesta i Samanidi e dà inizio alla dominazione turca in Persia, sempre formalmente soggetto anche lui, come i Samanidi, al califfo di Baghdad. 
La dinastia da lui fondata fu breve ma essenziale per lo sviluppo della poesia persiana. Nella Qaṣīda si distinguono Asjadi di Marv (m. 1031), Farrokhi del Sistan (m. 1038), poeta laureato di Ghazna, 'Onsori di Balkh (m. 1049) e il grande Manucehri di Damghan (m. 1041). Prima alla corte samanide e poi in quella di Maḥmūd vissero anche il sommo Firdusi di Ṭūs (940-1026), il Dante persiano, autore del poema epico Shāh-Nāmeh, il poema nazionale iranico, e il filosofo Avicenna (980-1037) di Bukhara, autore anche di varie roba’i.
Nasce grazie a Manuhceri la poesia strofica (mosammat), ignota alla poesia araba classica (ma non a quella di Spagna, vedi il paragrafo apposito alla voce poesia araba).
Nella prosa storiografica si ricorda il Ta'rikh-e Ghaznaviyan ("Storia dei Ghaznavidi") di al-Bayhaqi (m. 1077)

### Periodo formativo: l'età selgiuchide  (1037-1219)
Nel 1037 il turco selgiuchide Toghrul Beg penetra in Persia, spodesta gli ultimi Ghaznavidi, giunge a Baghdad a minacciare il califfo e lo costringe a farsi riconoscere come sultano di Persia, creando in questo modo un regno autonomo soggetto solo religiosamente al califfo sunnita. Del quale, anzi, i selgiuchidi, signori in breve di tutto l'impero fino alla Siria e all'India, divengono i protettori. 
L'età selgiuchide comprende due secoli di estrema vivacità culturale e in qualche modo si stabilità politica nei quali il genio iranico crea tra i suoi più grandi scrittori. In questo periodo si possono rintracciare tre tendenze generali: quella oratoria-epica, che prosegue la tradizione araba della Qaṣīda e del mathnavi di carattere eroico, quella del mathnavi didattico (religioso, spesso mistico), e quella più 'sperimentale', inaugurata dalle strofe di Manuhceri, di ambientazione più quotidiana e di lessico più comune, fuori dalla tradizione aulica. È in questa epoca che entra nella poesia persiana il ghazal e si inventano il mathnavi didattico e roba’i, la quartina, destinati divenire i generi principi della poesia persiana.
I sette grandi di quest'epoca sono: 
1. Anvari di Abivard (m. 1191), il panegirista di Sanjar, uno dei vati della Persia assieme a Firdusi e a Sa'di, autore della famosa qasida intitolata "Lacrime del Khorasan"
2. Khaqani di Shirvan (1120-1190), panegirista, famosissimo autore di qaside e di un singolare mathnavi di viaggio intitolato Tuhfat al-ʿIrāqayn ("Il dono dei due Iraq").
3. ʿUmar Khayyām (1048-1131), di Nishapur, maestro insuperato della quartina (robaʿi), genere di nuova invenzione iniziato con il santo sufi Abu Sa’id (m. 1048) del Khorasan, con Baba Taher (XI secolo), Baba Afzal (XIII secolo).
4. Naser-e Khosrow (1004-1088), filosofo ismailita, padre del mathnavi didattico con il suo Rowshana'i-nāme ("Il libro della luce") e della prosa di viaggio con il Safar-name ("Libro di viaggio"); fu anche autore del famoso Ketab-e goshayesh o rahayesh ("Il libro dello scioglimento e della liberazione") sempre in prosa.
5. Sana'i di Ghazna (1080-1131), secondo la tradizione il primo poeta mistico persiano ed il primo ad introdurre il ghazal (è il primo infatti a dedicare nel suo Diwan una sezione a questo genere); fu autore dei mathnavi didattici intitolati Ḥadīqa al-Ḥaqīqa ("Il Giardino della Verità") e di un Settetto, tra cui spicca il famoso Sayr al-ʿIbad ilà l-Maʿad ("Viaggio dei servi nel regno del ritorno").
6. Farid al-Din 'Attar (1120-1230) di Nishapur, autore, mistico anche lui, autore dei mathnavi didattici detti Elahi-nama ("Il libro divino"), Mosibat-nama ("Il libro della sventura"), del celeberrimo Manṭiq al-ṭayr ("Il verbo degli uccelli"), e del Tadhkirat al-Awliya’ ("Il memoriale dei santi"), raccolta di biografie di celebri sufi. Nel suo Diwan piega il ghazal ancora più di Sana’i verso la mistica ed è il primo a dedicare un intero libro alle robai (Mokhtar-namè).
7. Nizami Ganjavi (1114-1204), l’ultimo grande di questa epoca, autore del celeberrimo Khamse ("Quintetto"), 5 mathnavi di diverso genere: Makhzan al-asrār, L'emporio dei segreti, compendio di mistica, i romanzeschi Khosrow e Shīrīn e Leylā e Majnūn, e gli epici Haft Peykar ("Le sette effigi"), dedicato al sassanide Vaham V, e il famoso Eskandar-nāme ("Libro di Alessandro") preso dallo Pseudo-Callistene, dal Corano (XVIII, 83 sgg), oltre che da Firdusi. Nizami è un autore centrale non solo della cultura persiana ma dell'Islam intero poiché modello di riferimento assieme a Rumi della letteratura turca, specie ottomana.

Nella Qaṣīda si distinguono ancora Qatran di Tabriz (m. 1072), Amir Mo’ezzi (m. 1147), panegirista di Malik Shah I e di Sanjar, Mas'ud-e Sa'd-e Salman, attivo in India, presso gli ultimi Ghaznavidi di Lahore (m. 1131), Azraqi di Herat (m. 1132), panegirista di Tughanshah, Adib Saber di Termez (m. 1147), Rashidoddin Vatvat (m. 1182), panegirista dei sovrani della Corasmia (Khwarezm, in Uzbekistan), Zahir Faryabi
Nel mathnavi epico, dopo Firdusi, si ricordano Asadi (m. 1073), autore di un Garshasp-nāme dedicato alla mitica figura di un sovrano iranico, e Gorgani (m. 1080), autore del famoso Vis o Ramin, un mathnavi romanzesco di antica origine partica che presenta notevoli affinità con Tristano e Isotta. 
Originale è la quartina di tono realistico della poetessa Mehsati di Ganja (XII secolo), la prima figura femminile di qualche consistenza delle lettere persiane.
Nella prosa storica ci sono lo Zayn al-Akhbar ("L'ornamento delle notizie", una storia della Persia sin dalle mitiche origini) di Abu Sa’id Gardizi scritta intorno al 1050; il Qābūs-nāme del principe Kaikaous Iskandar (m. 1085), uno ‘specchio per principi’ dedicato al figlio, e il Siyāsat-nāme ("Il libro della politica") del gran visir selgiuchide Nizam al Muluk (m. 1082) forse il massimo teorico dell'arte politica in terre musulmane; il Nezamolmolok (1018-1072), un trattato di governo di Hasan di Tus, ministro di Alp Arslan e Malikshah; i "Cinque discorsi" di Nezami Aruzi (1155); il Taʾrikh-e Beyhaq ("Storia di Beyhaq") di Ebn Fondoq (m. 1170), il Taʾrikh-e Yamini di Zafar Jarfadqani (tradotta nel 1206 da un originale arabo di ‘Utbi), il Rahat al-Sudur ("Il sollievo dei petti") scritta tra il 1202 e 1204 da Ali Ravandi; l'Akhlaq-e Nāṣeri ("L'etica di Nāṣer") di Nasir Al-Din al-Tusi (m. 1274) celebre moralista.
Nella prosa religiosa, dopo Naser-e Khosrow e Farid al-Din 'Attar, vi sono i "Segreti dell’Unità divina", biografia del quartinista Abu Sai'd, redatta dal pronipote Ebn –e Monavvar (XII secolo), il Kashf al-Mahjub ("La rivelazione del recondito") di Hojviri (m. 1073, alla corte di Lahore), una summa del sapere mistico del tempo, il Sad meydan ("Le cento pianure spirituali") del santo sufi Ansari X Prize di Herat (m. 1088), il Mirsad al-ʿIbād ("La specola dei devoti") di Najmoddin Razi Daye (XIII secolo), le Awsaf al-ashrāf ("Descrizioni dei nobili"), un trattato di sufismo di Naseroddin Tusi, il Sawanih al-‘Ushshaq ("I casi degli amanti") di Ahmad Ghazali (XII secolo), il più noto trattato sull'eros mistico del medioevo persiano, e i racconti mistico-visionari del filosofo e gnostico Sohravardi (m. 1191), caposcuola di una "sapienza illuminativa" (ḥikmat al-ishrāq) od "orientale".
Da ricordare inoltre la vasta letteratura del commento (tafsir) al Corano, normalmente scritta in arabo, che conobbe però anche opere tradotte o riassunte in persiano.
l romanzo popolare, ben rappresentato dalla saga di Samak-e ʿayyar ("Samak il brigante"), raccolta e fissata intorno al 1190 da tale Faramorz, che sistemò una ricca tradizione orale precedente

### Periodo classico: l'età mongola (1219-1501)

#### Prima età mongola: Hulagu e gli Ilkhanidi (1219-1380)
La dominazione mongola dura tre secoli che storicamente e politicamente si possono dividere in due periodi: il primo (1219-1380) comprende la dominazione instaurata sulla Persia dai Hulagu Khan, nipote di Gengis Khan, che intorno al 1219 aveva iniziato ad invadere le province dell'Iran orientale, nel 1258 aveva espugnato Baghdad, ucciso l'ultimo califfo, e aveva trasformato l'Iran in un khanato mongolo; khanato, per altro, non solo destinato a divenire entro breve autonomo da Pechino ma anche politicamente effimero poiché destinato a frantumarsi in un insieme di piccole città stato e province indipendenti sotto l'egemonia dei discendenti di Hulagu, estinti nel 1380.
Questa fu per la cultura persiana l'età dello splendore, nella quale il genio iranico si espresse al massimo dopo i già eccellenti risultati dell'età selgiuchide. Si accentua in questo periodo al massimo la tendenza al simbolismo: è l'età della grande poesia mistica per cui l'Iran è famoso nel mondo. Decade lentamente la qaside panegiristica, quindi, in favore del ghazal d'amore, del mathnavi mistico e della grande prosa storica.
I cinque grandi di questa epoca sono: 
1. Il grande Saʿdi di Shiraz (1184-1280), che introduce il takhallos nel ghazal, autore del famoso mathnavi didattico intitolato Bustan ("Il giardino") e fondatore della prosa d’arte con il prosimetron Golestan ("Roseto").
2. ll noto Gialal al-Din Rumi (1207-1273), del Khorasan, seguace della mistica di Sana’i, autore del famoso canzoniere Diwan-e Shams-e Tabriz ("Canzoniere per il Sole di Tabriz"), del poema didattico Mathnavi-ye Maʿnavi ("Poema spirituale"), e della prosa didattica il Fīhi mā fīhi ("C'è quel che c'è").
3. Il prolifico Amir Khusrow di Delhi (1253-1324), sempre vissuto in India, autore anche lui di un "Quintetto" sulla scorta di Nezāmi e dell’opera storica Taʾrikh-e Alaʾi ("Storia del sultano Alaʾoddin Khalgi").
4. Il celebre Hafez di Shiraz (1315-1390), il più grande poeta persiano, autore di un Diwan che raccoglie sia ghazal sia alcuni mathnavi lirici (Saki-namè, Moghanni-namè), considerato, assieme a quello di Rumi, uno dei capolavori immortali della poesia persiana, noto in tutto il mondo, imitato ed ammirato anche da Goethe, cui ispirò il proprio West-östlicher Divan, oltre che dal "padre" della nascente letteratura nordamericana, Ralph Waldo Emerson. Il Dīvān ("Canzoniere") di Hafez comprende circa 500 ghazal in cui si combinano toni diversi, di solito ma non sempre esattamente definiti erotici e mistici, e temi che spaziano da un supposto edonismo al panegirismo. Più giusto è affermare che i temi dominanti di questo poeta vanno visti nell'esperienza gnostica (e non mistica), nell'affascinante avventura del conoscere, di cui la persona amata si fa poetica sostituta, e nell'asserzione della libertà come attributo ineliminabile dei processi cognitivi.
5. Il singolare Ubayde Zākāni di Shiraz (m. 1371), l’Aretino persiano, autore anche di una famosa qaside narrativa detta Mush o qorbe ("Il gatto e il topo"), di un trattatello Akhlaq al-Ashraf ("L’etica dei notabili"), che fustiga i costumi della corte di Shiraz, e di una raccolta satirica di aneddoti ameni e pornografici Resale-ye delgosha ("Dissertazione letifica").

Nel mathnavi didattico si ricordano, assieme a Attar, Sa’di e Rumi, il famoso Eraqi di Hamadan (m. 1289), autore dell'Oshshaq-name ("Il libro degli amanti") e del famoso Lama’at ("Bagliori"), Owhadoddin di Kerman (m. 1298), autore del Misbah al-arwāh ("La nicchia delle luci"), Shabestari (m. 1320), autore di un Golshan-e raz, compendio di dottrine sufi, Owhadi di Maraghe (m. 1338), autore del Jam-e Jam ("La coppa di Jamshid", uno dei temi più cari alla poesia persiana).
Nella prosa storiografica si deve ricordare la Taʾrikh-e Jahan-goshay ("Storia del conquistatore del mondo") di Gioveini (Joveyni, 1226-1283) dedicata a Gengis Khan, il Jamiʿ al-Tawārīkh ("Raccolta delle storie") di Rashid al-Din Hamadani (1306-1312), di Tabriz; la Tajziyat al-Amsar ("Analisi dei paesi") di Vassaf (1300 - 1312), il Taʾrikh-e gozide ("Storia scelta") di Mostowfi (m. 1349). Della stessa epoca sono anche opere di storiografi operanti in India: le Ṭabaqāt-e Nāṣeri ("Genealogie di Nāṣer", o  Menhaj-e Seraj, per Naseroddin sultano) di Juzjani del 1260, il Taʾrikh-e Firuzshah ("Storia di re Firuz", sultano di Delhi m. 1357) di Ziya al Din Barani (XIV secolo).
Qui si può ricordare nella novella il Marzban-name, un rifacimento della raccolta indiana del Kalila e Dimna, di Varavini (XIII secolo) riccamente ornata di versi arabi e persiani, Jawami‘ al-hikayat wa lawami‘ al-riwayat ("Le collane degli aneddoti e gli splendori dei racconti") di ‘Owfi di Bukhara (XII-XIII secolo, operante alla corte di Lahore) il più ampio e noto repertorio persiano medievale di storie e aneddoti, Anvār-e Soheyli ("I bagliori di Canopo"), altro rifacimento di Khalil e Dimna del poligrafo Va'ez Kashefi; il Sendbad-name ("Libro di Sindbad") di Zahiri (XII secolo) un'opera, forse di origini indiane, costruita con la tecnica della storia-cornice
Le antologie e biografie poetiche, da ricordare: il Lubab al-albāb ("L'essenza dei cuori") del citato ‘Owfi, la Tadhkīrat al-Shuʿarāʾ ("Memoria dei poeti") di Dowlatshah di Samarcanda, composta verso il 1490, le Majālis al-ʿushshāq ("Le sedute degli amanti"), biografie panegiricizzate di poeti del citato principe timuride di Herat.

#### Seconda età mongola: Tamerlano e i Timuridi (1380-1501)
La seconda fase classica (1380-1501), invece, inizia col grande turco Tamerlano, il signore di Samarcanda che, estinti i discendenti di Hulagu, riconquisto' per sé tutta la Persia facendone il cuore di un gigantesco impero, e termina, anche in questo caso, con le vicende dei suoi successori, i Timuridi, estinti nel 1501. 
Dopo Hafez il ghazal viene ancora coltivato, a livelli inevitabilmente inferiori seppur sempre apprezzabilissimi, da Kalman di Khojand (m. 1406)
Il mathnavi didattico prosegue con il Dastur-e 'Oshshāq ("Grammatica degli amanti") di Fattahi di Nishapur (m. 1449), e si sviluppa con lo Hal-name ("Libro dell'estasi") di ‘Arefi di Herat (m. 1449). 
L’età classica in poesia si conclude con il brillante Giami (1414-1492), del Khorasan, che operò per i timuridi di Herat, in Afghanistan: egli compose un "Settetto" (Sab’è, sul modello di Nezami, che comprende il famoso "Libro della sapienza di Alessandro" e il "Giuseppe e Zoleikha"), un Baharistan ("Giardino") in prosa sulle orme del Golestan di Sa’di, il Nafahat al-‘Uns ("Sospiri di intimità"), prosa agiografica di santi sufi. A lui si deve anche un commento al Lama'at ("Bagliori") di ʿEraqi di Hamadan. La figura di Giami sarà fondamentale per lo sviluppo della letteratura turca. 
In prosa ci sono lo Zafar namè ("Libro della vittoria"), biografia del Tamerlano di Sramanera (1401 – 1404), rifatto poi da Sharaffoddin 'Ali Yazdi nel 1424; il Majmaʿ al-tawārīkh ("Raccolta delle storie") di Hafez-e Abru (m. 1430) in quattro volumi che vanno dalla Creazione all'epoca dell'autore, il Matlaʾ al-Saʿdayn ("Il sorgere dei due pianeti fortunati") di Abdorrazaq di Samarcanda (m. 1482), fonte di prim'ordine; il Rawżat al-ṣafā ("Il giardino della purità") di Mirkhwand di Bukhara (m. 1498), altra storia del mondo dagli inizi sino al regno del timuride Hossey Bayqara, signore di Herat.

### Età safavide: lo stile indiano (1501-1722)
L'età safavide dura due secoli e corrisponde alla nascita dell'Iran moderno: fu Scià Isma'il, infatti, ipotetico discendente dei sassanidi sebbene fosse turco azeri, a fondare la nuova dinastia da Esfahan e a dare alla Persia una sua specifica identità in seno all'ecumene islamica: egli fece leva da un lato sull'aspetto etnico (essendo i persiani ariani) e dall'altro su quello religioso, facendo convertire la Persia, unico fra i paesi islamici, allo sciismo. L'età safavide fu un'era di splendore in cui l'influenza culturale della Persia sull'oriente, come paese dell'eleganza e del gusto, giunse al suo apice, specie in India, in quei secoli regnata dalla dinastia dei Moghul (Mongoli) di schietto gusto persiano: esempio ne è il celebre Taj Mahal, di chiaro gusto safavide. 
La maggior parte dei poeti persiani di questo periodo infatti visse e lavorò presso Delhi e Lahore. Lo stile che contraddistingue questa epoca non poteva svilupparsi, d'altronde, che fuori dalla Persia, essendo uno stile fuori dai modelli classici. La poesia diviene ora complessa e lambiccata, il senso dell'equilibrio si perde volutamente, le rigorose associazioni metaforiche della poesia classica divengono arbitrarie e inusitate, mentre le immagini vengono miniaturizzate e descritte in modo sempre più preciso venendo ad inserire in poesia una miriade di oggetti e di parole nuove; comune è la tendenza ad utilizzare personificazioni di cose o di entità astratte, specie di stati d'animo o di movimenti.
Maestri in poesia dello stile indiano sono Feghani di Shiraz (m. 1519) tradizionalmente considerato l'iniziatore, 'Orfi (m. 1590) e Feyzi (m. 1595), entrambi vissuti in India alla corte di Akbar; il famoso Sa'eb di Tabriz (1601-1677) e in Abdul-Qādir Bēdil (morto a Delhi nel 1721), autore quest'ultimo - poeta, mistico e filosofo - particolarmente amato in terre indiane e iranico-orientali (Afghanistan, Tagikistan). 
Nel mathnavi romanzesco si ricorda Hatefi (m. 1521), attivo a Herāt, autore del Tīmūr-nāme dedicato a Tamerlano.
Il mathnavi didattico prosegue con lo Shāh o gada ("Il re e il mendicante") di Helali di Asterabad (m. 1529) e con il Sham' o Parvane ("La candela e la falena") di Ahli di Shiraz (m. 1536)
In epoca safavide si sviluppa un'ampia letteratura religiosa ispirata ai temi dello sciismo. In particolare vengono composti mathnavi epici che narrano le imprese degli imam sciiti sin da ʿAli e Ḥosseyn; si sviluppa inoltre il genere delle lamentazioni sciite, a partire dal modello fornito da un celebre componimento, il Rowżat al-Shuhadāʾ ("Il giardino dei martiri") del citato Hosseyn Va'ez Kashefi (m. 1504), che troverà poi il suo più rinomato rappresentante in Mohtasham di Kashan (m 1588), panegirista di Shah Tahmasp e autore di un celebrato poemetto strofico, un'elegia in onore degli imam sciiti martirizzati, detto Haft-band, composta da dodici strofe di sette versi ciascuna. Nella prosa si sviluppa il genere delle biografie dei dottori sciiti, a partire dalle Majālis al-Muʾminīn ("Le assemblee dei credenti", 1582) di Nurallah b. Sharif di Shustar; si può ancora ricordare l'originale autobiografia del sovrano safavide Shah Tahmasp e il brillante Badayi' al-waqayiʿ ("Racconti meravigliosi") un centone di notizie storiche, letterarie e di costume di Vasefi di Herat (m. 1550 ca.), definito un Benvenuto Cellini centrasiatico
Nella prosa si ricordano Akhlaq-e Jalali di Davvani di Davvani (m. 1502) e l'opera Akhlaq-e Mohseni del grande poligrafo vissuto alla corte di Herat Vae’z Kashefi (m. 1504).
Da ricordare, in epoca ormai post-safavide, è anche lo splendido poemetto strofico (tarji'-e band) sul tema dell'unità divina di Hatef di Isfahan (m. 1783), scritto in un linguaggio erotico-mistico che risente però l'influsso del nuovo stile.

### La letteratura neopersiana contemporanea (secc. XVIII-XXI)

#### Nadir Shah (1722-1747), l'età Zand (1748-1794) e l'età Qajar (1794-1925)
Nel 1722 l'Iran subisce un'invasione degli Afghani che fanno crollare la dinastia safavide. Segue un periodo di confusione politica che termina con l'elevazione al trono del turco Nadir Shah, grande conquistatore che lasciò la Persia povera e indebolita tanto da finire i suoi giorni ucciso. Alla sua morte prende il potere la dinastia Zand che regnò solo un cinquantennio (1748-1794), la prima dinastia persiana dai tempi dei Samanidi dopo 1000 anni di dominazione straniera. Alla fine il potere passa alla Dinastia Qajar (1794-1925), di origine turco-azeri, che sposta la capitale a Teheran e segna forse uno dei punti più bassi della storia persiana.
Nella lirica si ha un vistoso ritorno al classicismo, non quello lirico dell'età mongola ma quello encomiastico e celebrativo delle qaside dell'età samanide e ghaznavide: dominano la figura di Qa'ani di Shiraz (m. 1854) poeta laureato di Mohammad Shah, e, in India, quella di Mirza Ghalib (morto nel 1869 a Delhi). 
Nella prosa invece, grazie ai contatti sempre più frequenti con la cultura europea, soprattutto francese e russa, si sviluppano la commedia (con l'iniziatore Mirza Aqa Tabrizi autore di tre commedie scritte prima del 1870) e il romanzo: Siyahat-name-ye Ebrahim Beyg ("Diario di viaggio di Ebrahim Beyg") di Zeyn ol-'Abedin di Maraghe m. 1912, Masālik al-muhsinīn ("Le vie dei virtuosi") di Najjarzade Talebof, m. 1910, che rivelano un intento satirico o di critica sociale. 
Ha grande sviluppo inoltre il diario o resoconto di viaggio, anche a seguito delle sempre più numerose missioni in Europa di diplomatici e nobili persiani (ben noti sono i diari del sovrano qajar Naseroddin Shah). 
Al contempo si comincia a trascrivere i canovacci di un'antica forma di dramma sacro, la ta'ziye, che metteva in scena il dramma della battaglia e morte dell'Imam Ḥosseyn (Ḥusayn) a Kerbela (680 d.C.) e altri episodi della leggenda sciita delle origini, e verranno anche allestiti appositi teatri. Continua il genere delle biografie dei dottori, tra cui sono da menzionare le Qiṣaṣ al-ʿulamāʾ (Storie dei dottori) di Mohammad b. Soleyman Tonakaboni (m. 1873) con le biografie di 153 ʿulamāʾ e giureconsulti sciiti.

#### L'età Pahlavi (1925-1979) e la modernità (1979-2000)
Nel 1925 la Dinastia Qajar viene sgominata con un colpo di Stato dai Pahlavi, l'ultima dinastia sul trono di Persia. I Pahlavi sebbene non fossero di origine iranica furono intenti a differenziare sempre di più il paese e ad isolarlo dalle potenze vicine reclamando una propria specificità etnica, come è evidente dal cambiamento del nome della Persia in Iran (cioè Paese degli Ariani) o nel calendario (non più lunare, come quello islamico, ma solare, come quello di tradizione indoeuropea) e a perseguire una massiccia europeizzazione e laicizzazione dei costumi sul modello di Mustafa Kemal Atatürk, occidentalizzazione superficiale che creò un profondo malcontento nel clero e nella popolazione. In politica estera gli iraniani si destreggiarono fra l'Inghilterra e la Russia che durante i conflitti mondiali invasero l'Iran più volte, temendo un allineamento con Hitler per cui i re mostravano simpatia contro gli inglesi. I quali, a loro volta, erano ai ferri corti con gli Iraniani dopo la nazionalizzazione del petrolio voluta dal ministro Mohammad Mossadeq. La dinastia venne rovesciata in ultimo nel 1978 con la rivoluzione, voluta soprattutto dal clero sciita nella persona dell'ayatollah Ruhollah Khomeyni, appoggiato dai francesi, che instaurò in Iran la Repubblica teocratica sciita, forma di governo che è ancora quello dell'Iran odierno.
A partire dagli anni 20 del Novecento ha luogo un radicale rinnovamento della lirica, che abbandona i generi e i metri classici a favore di forme più libere con Nima Yushij (m. 1960) e si apre, anche per l'influenza della Rivoluzione Russa, ai temi sociali e politici; si adegua almeno nei contenuti anche un custode del classicismo come il poeta laureato Mohammad Taqī Bahār (m. 1951), autore di 30000 versi e di un notevole manuale di Sabk-shenasi ("Stilistica"), nonché fondatore dell'influente giornale letterario Nowbahar ("La primavera"). 
Si elevano anche originali voci poetiche femminili come quelle di Parvin E'tesami (m. 1941) e soprattutto di Forough Farrokhzad (m. 1967) e di Simin Behbahani (m. 2014). Tra le voci maschili emergono quelle di Ahmad Shamlu m. 2000 e di Sohrab Sepehri m. 1980, forse i poeti più amati dalle giovani generazioni dell'Iran odierno. 
La prosa, in parte per l'influsso della scrittura giornalistica, stilisticamente si semplifica e si rinnova con 'Ali Akbar Dehkhoda (m. 1956), animatore del giornale critico-satirico Sur-e Esrafil, e con la novella realistica introdotta da Seyyed Mohammad 'Ali Jamalzade (m. 1997) e sviluppata da Sadeq Chubak (m. 1998, pregevole autore anche di teatro) e altri; inoltre accoglie suggestioni provenienti anche da altre correnti di pensiero europee come il simbolismo o l'esistenzialismo, percepibili ad esempio nei racconti e romanzi di Sadeq Hedayat ("La civetta cieca"), morto suicida a Parigi nel 1951. 
Grande sviluppo ha pure la letteratura per l'infanzia, e fama universale otterrà la fiaba di sapore iniziatico "Il pesciolino nero" di Samad Behrangi (m. 1968), in cui è facilmente ravvisabile un piano di lettura simbolico-politico. 
La letteratura persiana continua, sia pure con minor slancio, a venire coltivata anche in terre indiane, ad esempio da Muhammad Iqbal (m. 1939), poeta e padre della patria del futuro Pakistan, autore di un mathnavi, il Javed-name ("Il poema eterno"), liberamente e originalmente ispirato a Dante e Goethe. 
La letteratura più recente si arricchisce dell'apporto di numerosi scrittori esuli per motivi politici, a partire dall'epoca della deposta dinastia Pahlavi. Un po' ovunque, in Iran come nella diaspora iraniana in Europa e in America, si segnalano oggigiorno voci di autori e autrici che mettono sempre più in primo piano i temi caldi della differenza (religiosa, politica e di genere) e dei diritti umani, e che talora scrivono anche in lingue europee.

### Opere pionieristiche di orientalisti dell'800
- Pizzi I., Storia della poesia persiana, 2 voll., Torino, Unione tipografico-editrice, 1894.
- Von Hammer-Purgstall J., Geschichte der schoenen Redekuenste Persiens, Wien 1818

#### Grammatiche del medio-persiano
- Henning W. E., Il Medioiranico, a cura di Ela Filippone, Dip. di Studi Asiatici-Università di Napoli "L'Orientale", Napoli 1996

#### Studi sulla letteratura medio-persiana
- Cereti C. G., La letteratura Pahlavi, Mimesis, Milano 2001
- Pagliaro A. - Bausani A, La letteratura persiana, Sansoni-Accademia, Firenze-Milano 1968

### Il neopersiano e la letteratura neopersiana

#### Grammatiche di neopersiano
- Martino A. D., Grammatica persiana, Hoepli, Milano 1911 (rist. anast. Ed. Cisalpino-Goliardica, Milano 1983)
- Rossi E., Grammatica di persiano moderno, Istituto per l'Oriente, Roma,1947 (con preziosa appendice sulla metrica persiana)
- Lazard G., Grammaire du persan contemporain, Tehran, Institut Français de Recherche en Iran, 1957
- Lambton A. K. S., Persian grammar, Cambridge University Press, Cambridge, 1953
- D'Erme G. M, Grammatica del neopersiano, Napoli, Istituto Universitario Orientale, 1979
- De Fouchécour C.-H., Eléments de persan, Paris, Publications Orientalistes de France, 1985
- Thackston W.A., An Introduction to Persian (revised 4th edition), Ibex Publishers, Bethesda (Maryland) 2004
- Coletti A., Grammatica della lingua persiana, Roma, Nuova Cultura, 2007
- Piemontese A. M., Grammatica persiana in nuce, Pisa-Roma, Istituti Editoriali e Poligrafici Internazionali, 2004
- Meneghini D. - Orsatti P., Corso di lingua persiana (con 2 CD audio), Milano, Hoepli, 2012

### Manuali pratici
- Mace J., Modern Persian, New York, Teach Yourself Books, 1976
- Mardani F., Parlo Persiano. Manuale di conversazione con pronuncia figurata, Milano, Vallardi, 2003
- Norozi N. e 'Abbasi Boroujeni N., Lezioni di Persiano per principianti, presentazione di C. Saccone, Seattle, CEB-Amazon IP,  2024

### Dizionari
- Abravesh B., Il Grande Dizionario Progressivo Italiano-Persiano. Da Roma a Tehran, Tehran, 2006, 2 voll.
- Coletti A. - Gruenbaum H., Dizionario Persiano-Italiano, Roma, Centro Culturale Italo-Iraniano, 1978 (rist. e aggiornamento Roma, Istituto per l'Oriente C. A. Nallino, 2021).
- Haim S., New Persian-English Dictionary, Tehran, Ketabforushi Beroukhim, 1975, 2 voll (edizioni recenti anche in volume unico)
- Steingass F. , A comprehensive Persian-English Dictionary, Londra-New York, Routledge, 1988

#### Studi sulla letteratura neopersiana (in ordine alfabetico)
- Arberry A. J., Classical Persian Literature, London, 1958
- Berthel's E., Ocerk persidskoj literatury, Leningrado, 1928
- Browne E. G., A Literary History of Persia, Cambridge, 1951-53, 4 voll. (più volte ristampato)
- Buergel J.C., Il discorso è nave, il significato un mare. Saggi sull'amore e il viaggio nella poesia persiana medievale, a cura di C. Saccone, Roma, Carocci, 2006
- Meneghini D., Letteratura persiana in epoca selgiuchide (429-615 / 1037-1218), Venezia, Cafoscarina, 2004
- Norozi N., Esordi del romanzo persiano. Dal Vis e Ramin di Gorgani (XI sec.) al ciclo del Tristano, con premessa di F. Benozzo, Alessandria, Edizioni dell'Orso (collana "Il cavaliere del leone", diretta da A. Fassò), 2021
- Pagliaro A. - Bausani A. La letteratura persiana, Firenze-Milano, Sansoni-Accademia, 1968
- Piemontese A. M., Storia della letteratura persiana, Milano, Fabbri, 1970, 2 voll.
- Rypka J., A History of Iranian Literature, London, Reidel Publishing Company, 1968
- Saccone C., Storia tematica della letteratura persiana classica vol. I: Viaggi e visioni di re sufi profeti,  Milano-Trento, Luni, 1999; vol. II: Il maestro sufi e la bella cristiana. Poetica della perversione nella Persia medievale, Roma, Carocci, 2005; vol. III: Il re dei belli, il re del mondo. Teologia del potere e della bellezza nella poesia persiana medievale, Roma, Aracne, 2014
- Tornesello N. L., a cura, La letteratura persiana contemporanea tra novazione e tradizione, numero monografico di Oriente Moderno, I, 2003.
- Vanzan A., Figlie di Shahrazad. Scrittrici iraniane dal XIX sec. a oggi, Milano, Bruno Mondadori, 2009
- Yahaqqi M. J., Manuale di letteratura e saggistica persiana contemporanea, a cura di N. A. Kashani e R. Muriello, Firenze, Ponte 33, 2018
- Zipoli R., Poesia persiana oscena dal X al XX secolo, Venezia, Cafoscarina, 2016

#### Traduzioni in italiano dall'antico e mediopersiano (in ordine alfabetico)
- Alberti A., Avesta, Torino, UTET, 2004
- Bausani A., a cura, Testi religiosi zoroastriani,  Catania, Ed. Paoline, 1962
- Cannizzaro F. A., a cura, Vendidad, Milano, Mimesis,1990
- Meli M., a cura, Inni di Zarathushtra, Milano, Mondadori,1996
- Messina G., Libro apocalittico persiano. Ayatkar-i Zamaskip, Roma, Biblica et Orientalia 9, 1939
- Pagliaro A., a cura, Epica e romanzo nel Medioevo persiano. Due racconti tradotti per la prima volta dal Pahlavi, Roma, Sansoni, 1954
- Panaino A., a cura, La novella degli scacchi e della tavola reale. Testo pahlavi, traduzione e commento, Milano, Mimesis, 1999
- Zaehner R.C., a cura, Il Libro del Consiglio di Zarathusthtra e altri testi. Compendio delle teorie zoroastriane, Roma, Ubaldini, 1976
- Zoroastro, Avesta, a cura di I. Pizzi, Milano, 1914 (reprint recente s.l. e s.d.)

#### Traduzioni in italiano di opere classiche (in ordine alfabetico)
- Ahmad Ghazali, Delle occasioni amorose, a cura di C. Saccone, Roma, Carocci, 2007
- Amir Khusraw, Le otto novelle del paradiso, a cura di A. M. Piemontese, Soveria Mannelli, Ed. Rubbettino, 1996
- Amir Khusraw, Lo specchio alessandrino, a cura di A. M. Piemontese, Soveria Mannelli, Rubbettino, 1999
- Anonimo, Kuk il montanaro. Poema persiano, a cura di V. Rugarli, Bologna, Zanichelli, 1891 (rist. anast. 1990)
- Anonimo, Rustem e Berzu, a cura di V. Rugarli, Bologna, Zanichelli, 1892
- Ansari di Herat, Le cento pianure dello Spirito, a cura di C. Saccone, Padova, EMP, 2012
- Attar, Il verbo degli uccelli, a cura di C. Saccone, Milano, SE, 1986 (Milano, Oscar Mondadori 1999; Padova, Centro Essad Bey, 2013, ebook Kindle Edition). Nuova edizione riveduta: Il verbo degli uccelli (Mantiq al-Tayr), Charleston, CreateSpace IPP, 2016
- Attar, Il poema celeste, a cura di M. T. Granata, Milano, BUR-Rizzoli, 1990
- Attar, L'usignuolo e la rosa, a cura di C. Saccone, Roma, Carocci, 2003
- Attar, Parole di sufi, a cura di L. Pirinoli, con uno scritto di C. Saccone, Milano, SE, 2011 (prima ed. Boringhieri, 1964)
- Attar, Il libro del cammino, a cura di S. Zanardo, Milano, Ed. Ariele, 2012
- Avicenna, Opera poetica, a cura di A. Bausani, Roma, 1956
- Awfi, Le gemme della memoria, a cura di S. Pellò, Torino, Einaudi, 2019
- 'Ayn al-Qudat Hamadani,  Natura dell'Amore,  a cura di C. Gabrielli, Padova, Centro Essad Bey, 2013 (ebook - Amazon Kindle Edition; edizione bilingue italiano-persiano)
- Baba Taher, Quartine, a cura di G. Rebecchi, Roma, Istituto di Cultura della Repubblica Islamica d'Iran, 1988
- Bargigli R., a cura di, I poeti della pleiade ghaznavide (Farrokhi, 'Onsori, Manuchehri), Milano, Ed. Ariele, 1995
- Bedil, Canzoniere dell'alba, a cura di R. Zipoli e G. Scarcia, Milano, Ed. Ariele, 1997
- Cimmino F., a cura, Dal poema persiano di Jusuf e Zuleicha di M. A. Giami, Napoli, 1899
- Firdusi, Libro dei re. Poema epico recato dal persiano in versi italiani da Italo Pizzi, 8 voll., Torino, Vincenzo Bona, 1886-88 (poi in Edizione rifatta e compendiata, 2 voll., Torino, UTET, 1915).
- Firdusi, Il libro dei re, a cura di F. Gabrieli, UTET, Torino 1969 (antologia della traduzione di Italo Pizzi)
- Firdusi, Il libro dei re, a cura di G. Agrati e M. L. Magini, Milano, Mondadori, 1989 (antologia in prosa)
- Firdusi, Il libro dei re, a cura di M. F. Mascheroni, 3 voll, Roma, Semar, 2003.
- Ghiyasoddin 'Ali di Yazd, Le gesta di Tamerlano, a cura di M. Bernardini, Milano, Mondadori, 2009
- Giami, Frammenti di Luce (Liwa'ih), a cura di S. Foti, Torino, Psiche, 1988
- Giami, Giuseppe e Zoleykha, a cura di A. Dal Bianco, Milano, Ed. Ariele, 2012
- Giuvaini, Gengis Khan, a cura di G. Scarcia, Milano, Mondadori, 1991
- Golbadan Begum, La storia di Humayun, a cura di A. Vanzan, Milano, Ed. Ariele, 2000
- Hafez, Il libro del Coppiere, a cura di C. Saccone, Milano-Trento, Luni, 1998 (Roma, Carocci, 2003); nuova ed. Il Coppiere di Dio, a cura di C. Saccone, Seattle, Centro Essad Bey-Amazon IP, 2019
- Hafez, Vino, efebi e apostasia, a cura di C. Saccone, Roma, Carocci, 2011
- Hafez, Canzoni d'amore e di taverna, a cura di C. Saccone, Roma, Carocci 2011
- Hafez, Canzoniere, a cura di G. M. D'Erme, 3 voll., Napoli, Università di Napoli "L'Orientale", 2004-08
- Hafez, Canzoniere, a cura di S. Pellò e G. Scarcia, Torino, Ed- Ariele, 2005
- Hatefi, I sette scenari, a cura di M. Bernardini, Napoli, Istituto Universitario Orientale di Napoli, Series Minor, 1995
- Kay Ka'us, Libro dei consigli, a cura di R. Zipoli, Milano, Adelphi, 1981
- Khayyam, Quartine, a cura di A. Bausani, Torino, Einaudi, 1956
- Khayyam, Quartine, a cura di F. Gabrieli, Roma, Newton Compton, 1973
- Khwaju di Kerman, Homay e Homayun. Un romanzo d'amore e avventura nella Persia medievale, a cura di Nahid Norozi e con un prefazione di J. C. Buergel, Milano, Mimesis, 2016
- Livoti S. e Hejazi F., a cura, Antiche fiabe persiane, Milano, Arcana, 1987
- Machaeva O. - Pistoso M., a cura, Fiabe di Samarcanda, Milano, Arcana, 1994
- Mahsati Ganjavi, La luna e le perle, a cura di R. Bargigli e D. Meneghini, Milano, Ed. Ariele, 1999
- Mah Titi Kolah Titi, trad. di Zeinab Heidary-Firooz, Bologna, Serendipità Editrice, 2008 (edizione bilingue illustrata)
- Mirkhond, La Bibbia vista dall'Islam (Rowzat os-Safa), Milano-Trento, Luni, 1996
- Mirza Aqa Tabrizi, Tre commedie [persiane], a cura di G. Scarcia, Istituto per l'Oriente, Roma 1967
- Naser-e Khosrow, Il libro della luce, a cura di C. Saccone, "Studia Patavina. Rivista di scienze religiose", 1990/3
- Naser-e Khosrow, Il libro della luce (Rowshana'i-name), a cura di C. Saccone, Seattle, Centro Essad Bey-Amazon IP, 2017
- Naser-e Khosrow, Il viaggio, a cura di A. Magi, "Quaderni dell'Istituto di Cultura della Repubblica Islamica d'Iran in Italia", 2, 1991
- Naser-e Khosrow, Il libro dello scioglimento e della liberazione, a cura di P. Filippani Ronconi, Napoli, 1959
- Nasimi di Shirvan, Nel tuo volto è scritta la Parola di Dio. Il canzoniere persiano del poeta martire dell'Hurufismo, Seattle, Centro Essad Bey-Amazon IP, 2020
- Nezami, Khosrow e Shirin, a cura di D. Meneghini, Milano, Ed. Ariele, 2017
- Nezami, Il libro della fortuna di Alessandro, a cura di C. Saccone, Milano (BUR, 1997)
- Nezami, Majnun e Leyla, a cura di G. Calasso, Milano, Adelphi, 1985
- Nezami, Le sette principesse, a cura di A. Bausani, Milano, Rizzoli, 1982 (BUR, 1996)
- Nezami Aruzi, di Samarkanda, I quattro discorsi, a cura di G. Vercellin, Venezia, Ed. Univ. di Venezia, 1977
- Nizam Al Mulk, L'arte della politica, a cura di M. Pistoso, Milano-Trento, Luni, 19
- Piemontese A. M. - Scarcia G., a cura, Poesia d'amore turca e persiana, Novara, EDIPEM, 1973
- Rumi, Canto d'amore per Dio, a cura di M. T. Cerrato, Torino, Gribaudi, 1990
- Rumi, Divan (Divan-e Shams-e Tabrizi), a cura di G. Fiorentini, Torino, Psiche, 2015
- Rumi, L'essenza del Reale. Fi-hi ma fi-hi, a cura di S. Foti, Torino, Psiche, 1995
- Rumi, Mathnawi, a cura di G. Mandel, 6 voll., Milano, Bompiani, 2005
- Rumi, Poesia mistiche, a cura di A. Bausani, Milano, Rizzoli, 1980
- Sa'd al-din Mahmud Shabestari, Il giardino dei misteri (Golshan-e raz), a cura di G. Trusso Tintore, Milano, Mimesis, 2010
- Sa'di, L'argento di un povero cuore. 101 ghazal, a cura di S. Manoukian, Roma, Istituto di Cultura della Repubblica Islamica d'Iran,1991
- Sa'di, Il roseto, a cura di C. M. Guzzetti, Cinisello Balsamo, San Paolo, 1991
- Sa'di, Il roseto, a cura di P. Filippani Ronconi, Torino, Boringhieri, 1965
- Sa'di, Il roseto, a cura di R. Bargigli, Roma, Istituto per l'Oriente, 1979 (nuova ediz. a cura dell'Istituto di Cultura della Repubblica Islamica d'Iran di Roma)
- Sa'di, Il Verziere (Bustan). Un manuale si saggezza morale e spirituale dalla Persia del '200, a cura di C. Saccone, Seattle, Centro Essad Bey-Amazon IP, 2018
- Sana'i, Viaggio nel regno del ritorno, a cura di C. Saccone, Parma, Pratiche, 1993 (Milano-Trento, Luni, 1998)
- Sarmad di Kashan, Dio ama la bellezza del mio peccato. Le quartine di un poeta mistico della tradizione indo-persiana, a cura di C. Saccone, Seattle, Centro Essad Bey-Amazon IP (Collana Turchesi e Rubini di Persia), 2022
- Scarcia G., a cura, Poesia dell'Islam, Palermo, Sellerio, 2004
- Shamsoddin Bardasiri, La Lampada degli Spiriti [Misbah al-Arwah], a cura di C. Saccone, Seattle, CEB-Amazon IP, 2024
- Sohravardi, L'arcangelo purpureo, a cura di S. Foti, Roma, Carocci, 2000
- Sultan Walad, La parola segreta (Walad-name), a cura di D. Mortazavi e E. de Vitray-Meyerovitch, Torino, Psiche, 1993 (ritr. dal francese)
- Taj as-Soltaneh,  Memorie di una principessa persiana qajar (Khaterat), a cura di A. Vanzan, Padova, Centro Essad Bey, 2014 (ebook - Amazon Kindle Edition)
- Tarsusi, Abu Tahir, Storia di Darab e Iskandar, a cura di F. Chiesa, Lanciano, Carabba, 2012
- Vanzan A., a cura, Fiabe Persiane. Storie di bazar e caravanserragli, a cura di A. Vanzan, Firenze, Giunti, 2003
- Vanzan A., a cura, Lo specchio e la rosa. Antologia di poetesse sufi, Genova, S. Marco dei Giustiniani, 2003
- Zakani, Dissertazione letifica, a cura di G. M. D'Erme, Roma, Carocci, 2005
- Zipoli R., I Carmina Priapea di Suzani, "Annali di Ca' Foscari", XXXIV, 3, 1995, pp. 205–256

### Traduzioni in italiano di autori contemporanei (in ordine di pubblicazione)
- Muhammad Iqbal, Il poema celeste, a cura di A. Bausani, Bari, Leonardo da Vinci, 1965
- Mirza Aqa Tabrizi, Tre commedie, a cura di G. Scarcia, Roma, Istituto per l'Oriente, 1967
- Fereidun M. Esfandiary, Giorno di sacrificio, Milano, Frassinelli, 1967 (poi Milano, Euroclub, 1977)
- Parvin Soleimani, Ricordo del sole. Novelle iraniane, a cura di P. Orsatti, Verona, Essedue, 1984
- Sadeq Hedayat, La civetta cieca, Milano, Feltrinelli, 1960 (poi Milano, ES, 1993)
- Sadeq Hedayat, Tre gocce di sangue, Milano, Feltrinelli, 1979
- Sadeq Hedayat, La civetta cieca. Tre gocce di sangue, Milano, Feltrinelli, 2006
- Sadeq Hedayat, Sepolto vivo, Brescia, Chersilibri, 2004
- Sadeq Hedayat, La carovana dell'Islam, Brescia, Chersilibri, 2011
- Sadegh Hedayat, Hadji Agha, Brescia, Chersilibri (free online, dal sito di Chersilibri)
- Said Bahaudin Majrouh, Il viandante di mezzanotte, Milano-Trento, Luni Ed., 1995
- Said Bahaudin Majrouh, Il riso degli amanti, Milano-Trento, Luni Ed., 1996
- Nahid Tabatabai, La veste strappata, a cura di A. Vanzan, Torino, Il Leone Verde, 2003
- Nahid Tabatabai, A quarant'anni, trad. di C. Z. Rafatnejad, Ponte33, 2011
- Abbas Kiarostami, Un lupo in agguato, a cura di R. Zipoli, Torino, Einaudi, 2003
- Abbas Kiarostami, Con il vento, a cura di R. Zipoli, Milano, Il castoro, 2001
- Abbas Kiarostami, Il vento e la foglia, a cura di F. Mardani, Firenze, Le lettere, 2014
- Granaz Moussavi, Canto di una donna senza permesso, a cura di G. Ansaldo, Pasian di Prato (Udine),  Ed. Campanotto, 2012
- Forugh Farrokhzad, La strage dei fiori, a cura di D. Ingenito, Napoli, Orientexpress, 2008
- Forugh Farrokhzad, È solo la voce che resta. Canti di una donna ribelle del Novecento iraniano, a cura di F. Mardani, presentazione di C. Saccone, Reggio Emilia, Aliberti Editore, 2009
- Shahrnush Parsipur, Donne senza uomini, a cura di A. Vanzan, Milano, Tranchida, 2004
- Shahrnush Parsipur, Tuba e il senso della notte, Milano, Tranchida, 2000
- Anita Amirrezvani, Il sangue dei fiori, Milano, Mondadori, 2008
- Simin Behbahani, Un'antologia della poesia di S.Behbahani, a cura di Zeinab Heidary-Firooz, "Quaderni di Meykhane", II, 2012
- Shirin Ebadi, Il mio Iran, Milano, Sperling e Kupfer, 2006
- Shirin Ebadi, La gabbia d'oro, Milano, Rizzoli, 2008
- Shirin Ebadi, Finché non saremo liberi, Milano, Bompiani, 2016
- Afshin Molavi, Pellegrinaggi persiani, Milano, Saggiatore, 2005
- Gholamhossein Saedi, La casa accanto al bosco, a cura di F. Bertotti, Torino, Lindau, 2003
- Siba Shakib, Afghanistan, dove Dio viene solo per piangere, Milano, Piemme, 2004
- Siba Shakib, La bambina che non esisteva, Milano, Piemme, 2008
- F. Bertotti, I minareti e il cielo. Racconti persiani del 900, Palermo, Sellerio, 1989
- A. Vanzan (cur.), Parole svelate. Racconti di donne persiane, Padova, Imprimitur, 1998
- Samad Behrangi, Il pesciolino nero, a cura di M. Casari, Roma, Donzelli, 2008
- Goli Taraghi, Tre donne. Racconti dall'Iran, a cura di A. Vanzan, Roma, Ed. Lavoro, 2009
- Goli Taraghi, La signora melograno, trad. di A. Vanzan, Calabuig, 2014
- Fariba Vafi, Come un uccello in volo, trad. di H. Nazemi e B. M. Filippini, Ponte33, 2010
- Parinush Saniee, Quello che mi spetta, Milano, Garzanti, 2010
- Mostafa Mastur, Osso di maiale e mani di lebbroso, trad. di B. M. Filippini, Ponte33, 2011
- Sohrab Sepehri, Sino al fiore del nulla. 99 poesie, a cura di N. Norozi, presentazione di C. Saccone, Padova, Centro Essad Bey, 2012 (ebook Amazon - Kindle Edition); nuova edizione cartacea Aracne Editrice, Roma 2014
- Ayené, Il sentiero dell'edera, a cura di C. Saccone, Padova, Centro Essad Bey,  2013 (ebook Amazon - Kindle Edition; nuova edizione cartacea Charleston, CreateSpace IPP, 2015)
- Soheila Beski, Particelle, trad. di M. Vitalone, Ponte33, 2013
- Fereshteh Sari, Sole a Tehran, trad. di A. Vanzan, Editpress, 2014
- Sara Salar, Probabilmente mi sono persa, trad. di J. Nassir, Ponte33, 2014
- Mahsa Mohebali, Non ti preoccupare, trad. di G. Longhi, Ponte33, 2015
- Mehdi Rabbi, Quell'angolino tranquillo a sinistra, trad. di M. Vitalone, Ponte33, 2015
- Ahmad Shamlu, Se invano è bella la notte, a cura di E. Mohades, Milano, Ed. Menabò, 2016
- Nasim Marashi, L'autunno e l'ultima stagione dell'anno, trad. di P. Nazari, Ponte33, 2017
- Nahid Norozi, Il cavallo selvaggio dell'ira. Introduzione all’opera di Aḥmad Shāmlu, poeta ribelle del ’900 persiano, Charleston, Centro Essad Bey-Edizioni CreateSpace IPP (Kharabat. Collana di Letterature Orientali), 2017 con ampia antologia
- Nahid Norozi, La mia spada è la poesia. Versi di lotta e d'amore nell'opera della poetessa persiana Simin Behbahani, Roma, WriteUp Books (Collana di Studi Iranici e Islamici), 2023 con ampia antologia bilingue
- Fattaneh Hajj Seyed Javadi, La scelta di Sudabeh, trad. di A. Vanzan, Brioschi, 2017
- Zahra Abdi, A Tehran le lumache fanno rumore, trad. di A. Vanzan, Brioschi, 2017
- Tahereh Alavi, Nelle stanze della soffitta, trad. di R. Ebrahimi, Brioschi, 2017
- Leyla Qasemi, I giorni che non ho vissuto, trad. di R. Ebrahimi, Brioschi, 2017
- Simin Daneshvar, Suvashun. Una storia persiana, trad. di A. Vanzan, Brioschi, 2018
- Ahmad Dehqan, Viaggio in direzione 270°, trad. di M. Marelli, Jouvence, 2018
- Mehdi Asadzadeh, L'ariete, trad. di G. Longhi, Ponte33, 2018
- Zoya Pirzad, Spengo io le luci, trad. di A. Vanzan, Brioschi 2019
- Mostafa Ensafi, Ritornerai a Isfahan, trad. di G. Longhi, Ponte33, 2019
- Mohammad Tolouei, Le lezioni di papà, trad. di G. Longhi, Ponte33, 2019
- Gholamhoseyn Saedi, Paura e tremore, a cura di F. Ferraro, Ponte33-ISMEO, 2019
- Iraj Pezeshkzad, Mio zio Napoleone, trad. di A. Vanzan, Brioschi 2020
- Sadeq Hedayat, La civetta cieca, trad. di A. Vanzan, Carbonio 2020
- Mahsa Mohebali, Tehran Girl, trad. di G. Longhi, Bompiani 2020
- Mostafa Mastoor, Sull'amore e altre cose, trad. di F. Mardani, Brioschi 2020
- Sadeq Hedayat, Il randagio e altri racconti, trad. di A. Vanzan, Carbonio 2021
- Sadeq Chubak, Pietra paziente, a cura di G. Longhi, Ponte33-ISMEO, 2021

#### Scrittori iraniani della diaspora (che pubblicano anche in lingue europee) e altri autori tradotti in varie lingue
- Moniru Ravanipur, Satan's stones, Austin, University of Texas Press, 1996
- Bahiyyih Nakhjavani, La donna che leggeva troppo, Milano, Rizzoli, 2007
- Bahiyyih Nakhjavani, I viaggiatori dell'alba, Milano, Rizzoli, 2008 (prima ed. Firenze, Le Lettere, 2001 con il titolo La bisaccia)
- Azar Nafisi, Leggere Lolita a Teheran, Milano, Adelphi, 2004
- Azar Nafisi, Le cose che non ho detto, Milano, Adelphi, Milano 2009
- Marina Nemat, Prigioniera di Teheran, Milano, Cairo Editore, 2007
- Marina Nemat, Dopo Teheran, Storia di una rinascita, Cairo editore, Milano 2010
- Roxana Saberi, Prigioniera in Iran, Newton Compton, Roma 2010
- Hamid Ziarati, Salam maman, Torino, Einaudi, 2006
- Hamid Ziarati, Il meccanico delle rose, Torino, Einaudi, 2009
- Hamid Ziarati, Quasi due, Torino, Einaudi, 2012
- Bijan Zarmandili, La grande casa di Monirrieh, Milano, Feltrinelli, 2004
- Bijan Zarmandili, L'estate è crudele, Milano, Feltrinelli, 2007
- Bijan Zarmandili, Il cuore del nemico, Roma, Cooper, 2009
- Bijan Zarmandili, I demoni del deserto, Roma, Nottetempo, 2011
- Bijan Zarmandili, Viene a trovarmi Simone Signoret, Roma, Nottetempo, 2013
- Chahdortt Djavann, La muta, Bompiani, Milano 2009
- Zoya Pirzad, Die Lichter loesche ich, Frankfurt am Main, Insel, 2006
- Zoya Pirzad, On s'y fera, Parigi, Zulma, 2007
- Zoya Pirzad, Un jour avant Pâques, Parigi, Zulma, 2008
- Dalia Sofer, La città delle rose, Milano, Piemme, 2008
- Zarah Gharamani, Le porte chiuse di Teheran, Milano, Sperling e Kupfer, 2008
- Kader Abdolah, Il messaggero, Iperborea, Milano 2010
- Kader Abdolah, Il viaggio delle bottiglie vuote, Iperborea, Milano 2001
- Kader Abdolah, Il sentiero delle babbucce gialle, Iperborea, Milano 2020
- Kader Abdolah, La casa della moschea, Iperborea, Milano 2008
- Nahal Tajadod, Passaporto all'iraniana, Torino, Einaudi, 2008
- Nahal Tajadod, L'attrice di Teheran, e/o, Milano 2013
- Marsha Mehran, Caffè Babilonia, Neri Pozza, Vicenza 2005
- Marsha Mehran, Pane e acqua di rose, Neri Pozza, Vicenza 2008
- Camelia Entekhabifard, Camelia, Punto d'Incontro, Vicenza 2007
- Laleh Khadivi, L'età degli orfani, Rizzoli, Milano 2009
- Ayené, Il sentiero dell'edera (soluk-e pichak), a cura di C. Saccone, Centro Essad Bey-CreateSpace, Charleston 2015
- Fereidonn Salimian, Sussurro sul lobo del mondo, a cura di G. Ciampa, Padova, s.d.
- Sara Yalda, Il paese delle stelle nascoste, Piemme, Milano 2009
- Gina B. Nahai, Sogni di pioggia, Mondadori, Milano 2008
- Azadeh Moaveni, Viaggio di nozze a Teheran, Newton Compton, Roma 2009
- Azadeh Moaveni. Lipstick jihad, Pisani, Roma 2006
- Shahriar Mandanipour, Censura. Una storia d'amore iraniana, Rizzoli, Milano 2009
- Said Sayrafiezadeh, Quando verrà la rivoluzione avremo tutti lo skateboard, Nottetempo, Roma 2009
- Elizabeth Eslami, Il mio matrimonio combinato, Newton Compton, Roma 2010
- Mahmoud Doulatabadi, Il colonnello, a cura di A. Vanzan, Cargo, Napoli 2011
- Sahar Delijani, L'albero dei fiori viola, Rizzoli, Milano 2013
- Fariba Hachtroudi, L'uomo che schioccava le dita, Edizioni e/o, Milano 2019
- Marjan Karami, Un marito allora del tè, Giunti, Firenze 2013
- Marjan Karami, La ragazza di Teheran, Libreria Pienogiorno, Milano 2023